# Sven Vandenbroeck
Sven Vandenbroeck (Vilvoorde, 22 settembre 1979) è un allenatore di calcio ed ex calciatore belga, di ruolo centrocampista, tecnico dello Zulte Waregem.

## Carriera

### Giocatore

#### Club
Vandenbroeck cominciò la carriera con la maglia del Mechelen, per poi passare agli olandesi del Roda JC. Totalizzò 55 apparizioni nell'Eredivisie con questa maglia, esordendo anche nelle competizioni europee per club. Giocò poi nel De Graafschap.
Vestì poi la maglia dei greci dell'Akratitos, poi giocò in patria con il Lierse e nel Visé, sebbene queste due presenze furono intervallate da un'esperienza nei Paesi Bassi con il MVV. Passò poi ai norvegesi del Løv-Ham, per cui esordì nell'Adeccoligaen il 19 aprile 2009, nella sconfitta per 3-1 in casa del Kongsvinger. Giocò 4 partite di campionato in questa squadra, per poi rimanere svincolato.

#### Nazionale
Vandenbroeck giocò per il Belgio under 21, partecipando anche al campionato europeo di categoria del 2002.

### Allenatore
Nel settembre 2014 diventò allenatore dei greci del Nikī Volou. È stato poi vice-allenatore dell'Oud-Heverlee Leuven e del Camerun.

## Palmarès

### Giocatore

#### Competizioni nazionali
- Tweede klasse: 1

Malines: 1998-1999

### Allenatore

#### Competizioni nazionali
- Challenger Pro League: 1

Zulte Waregem: 2024-2025